# متحف الثقافة الفلسطيني
متحف الثقافة الفلسطيني ( (بالعبرية: המוזיאון לתרבות הפלשתים ע"ש קורין ממן‏) ) هو متحف أثري في أشدود ( إسرائيل ). المتحف مكرس لثقافة الفلسطينيين القدماء الذين سكنوا الجزء البحري من إسرائيل منذ القرن الثاني عشر قبل الميلاد. وهو المتحف الوحيد في العالم المخصص بالكامل لهذا الموضوع.
يحتوي المتحف على معرض دائم يعرض المكتشفات الأثرية وكذلك المعارض المؤقتة. تقام الأحداث الثقافية للزوار ؛ على وجه الخصوص، يمكنهم تجربة الملابس المشابهة لتلك التي كان يرتديها الفلسطينيون القدماء، وتجربة أطباق مطبخهم.
في عام 1990 ، أصبح متحف الثقافة الفلسطينية أول متحف يتم افتتاحه في أشدود.

## معرض الصور

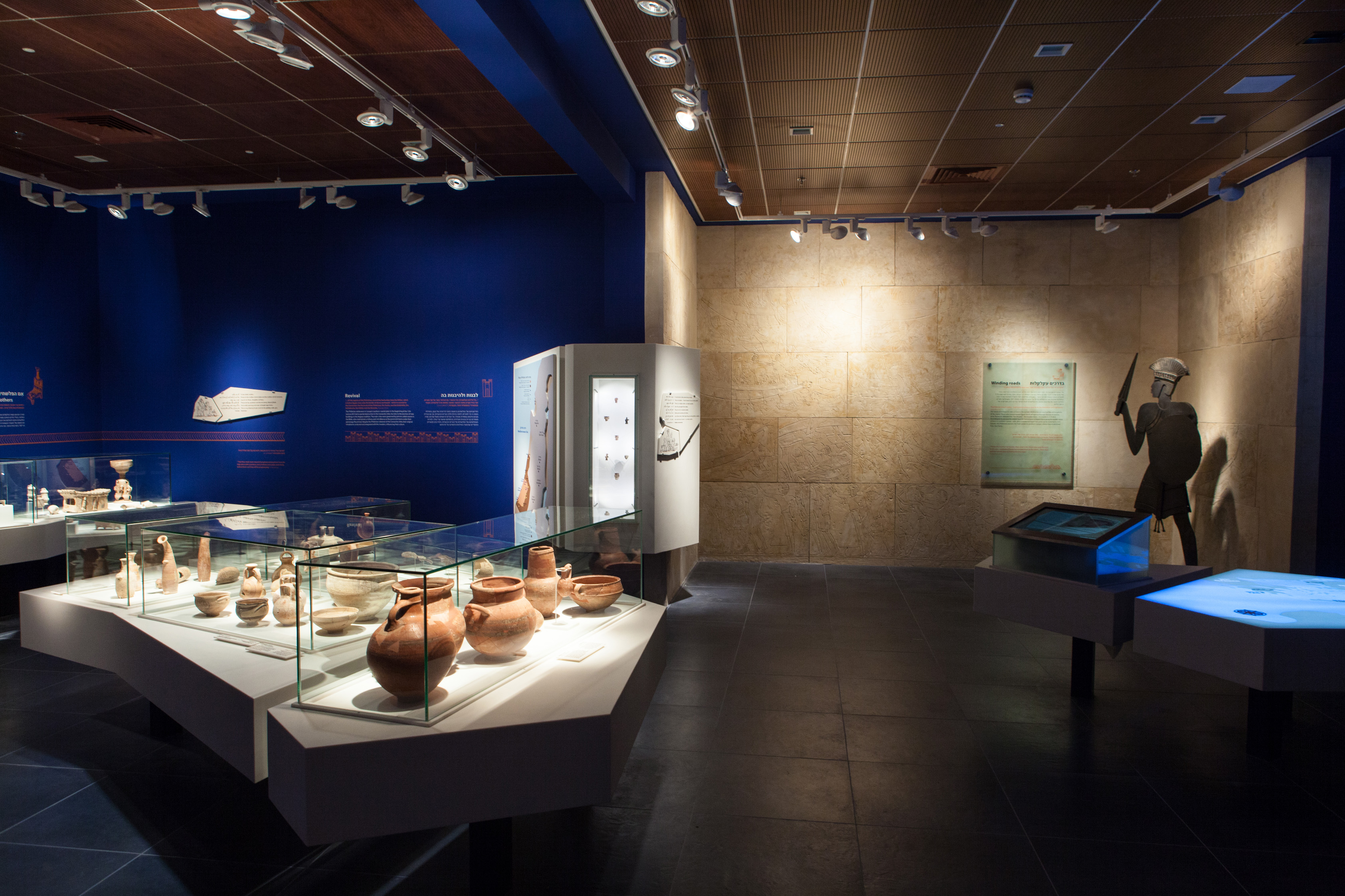
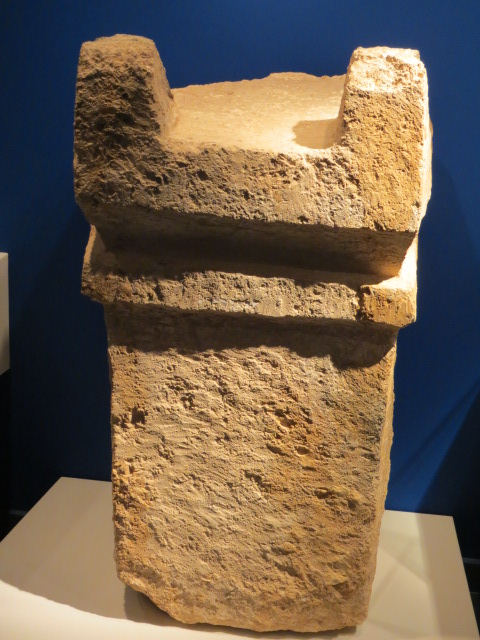
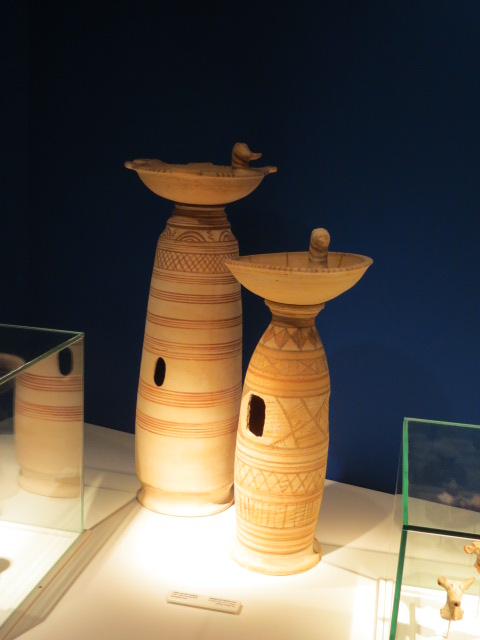
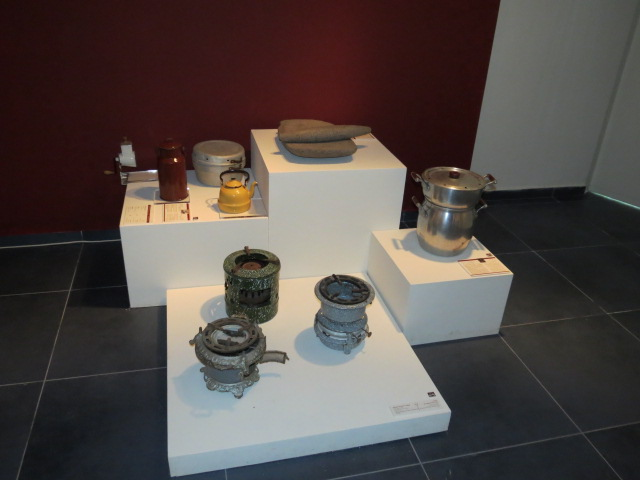

## روابط خارجية
- الصفحة الرئيسية لمتحف كورين ماماني للثقافة الفلسطينية ، نسخة مؤرشفة (2014)
- متحف الثقافة الفلسطينية في المتاحف في إسرائيل - البوابة الوطنية ، نشطة 2020